# Espen Lie Hansen
Espen Lie Hansen (* 1. März 1989 in Drammen) ist ein ehemaliger norwegischer Handballspieler.
Der 1,96 Meter große linke Rückraumspieler spielte anfangs in Skoger und stand anschließend beim Verein Drammen HK unter Vertrag. Im Sommer 2011 wechselte Hansen zum dänischen Erstligisten Bjerringbro-Silkeborg. Nach nur einer Saison in Dänemark wechselte er 2012 zum französischen Erstligisten Dunkerque HBGL, mit dem er 2013 den Ligapokal sowie 2014 die Meisterschaft gewann. Zur Saison 2014/15 wechselte Hansen zum deutschen Bundesligisten SC Magdeburg. Im Sommer 2015 wechselte er zu Bregenz Handball. Zur Saison 2016/17 wechselte er zum dänischen Erstligisten HC Midtjylland. Im Januar 2018 schloss er sich dem französischen Erstligisten HBC Nantes an. Im Sommer 2019 kehrt er nach Drammen zurück. Dort beendete er im Sommer 2021 seine Karriere.
Mit Drammen spielte er im Europapokal der Pokalsieger (2007/2008), im EHF Challenge Cup (2009/2010), im EHF-Pokal (2010/11) und in der EHF Champions League (2008, 2009) sowie mit Bjerringbro-Silkeborg und Dunkerque in der Champions League (2012, 2014).
Espen Lie Hansen debütierte am 31. Oktober 2009 in der norwegischen Nationalmannschaft und absolvierte 159 Länderspiele, in denen er 456 Treffer erzielte. Mit Norwegen wurde er 2017 und 2019 Vize-Weltmeister. Weiterhin nahm er an der Weltmeisterschaft 2011 sowie den Europameisterschaften 2012, 2014 und 2016 teil.